# Сергеевка (Дубровский район)
Серге́евка (историческое название — Се́ргиевское) — село в Дубровском районе Брянской области, в составе Сергеевского сельского поселения. Расположено в 18 км к западу от пгт Дубровка, в 10 км к юго-западу от Сещи. Население — 17 человек (2010).

## История
Упоминается с XVIII века; первоначально — сельцо, располагалось восточнее, между деревнями Старая Кочева и Старое Колышкино. С XIX века находится на нынешнем месте; состояло из двух частей — одноимённых населённых пунктов, разделённых ручьём, по которому проходила граница между Орловской и Смоленской губерниями. При этом основная (западная) часть относилась к Алешинской волости Брянского уезда, но считалась деревней, так как храм (упоминается с XIX века, не сохранился) находился в восточной части, имевшей статус села в составе Рославльского уезда. С 1861 до 1922 село Сергиевское являлось центром Сергиевской волости Рославльского уезда; с 1922 вошло в состав Епишевской, а с 1924 — Сещенской волости; после ликвидации уездного деления объединено с деревней в единый населённый пункт.
В годы Великой Отечественной войны в селе располагался дом отдыха для немецких лётчиков Сещинского авиаполка.
С 1954 до 1990-х гг. село Сергеевка являлось центром Сергеевского сельсовета.